# Vannecrocq
Vannecrocq település Franciaországban, Eure megyében. Lakosainak száma 163 fő (2022. január 1.). Vannecrocq Épaignes községgel határos.

## Népesség
A település népessége az elmúlt években az alábbi módon változott:
| Lakosok száma | 89   | 99   | 110  | 118  | 141  | 148  | 153  | 164  | 163  | 163  |
|               | 1968 | 1982 | 1990 | 2006 | 2013 | 2015 | 2017 | 2019 | 2020 | 2022 |